# Angelo Altea
Angelo Altea (Nuoro, 5 maggio 1951) è un politico e giornalista italiano.

## Biografia
Dopo aver lavorato come insegnante di lettere, è diventato giornalista professionista, capo servizio dell'Unione Sarda. Presidente provinciale dell'ARCI di Nuoro dal 1986 al 1993. 
Viene eletto deputato alla Camera nella XII Legislatura, alle elezioni politiche del 1994, con Rifondazione Comunista. A giugno 1995 abbandona il PRC con la scissione del Movimento dei Comunisti Unitari, aderendo al Gruppo misto. 
Rieletto nel 1996 in rappresentanza del MCU nelle liste del Partito Democratico della Sinistra, è deputato della XIII Legislatura; nel 1998 confluisce nei Democratici di Sinistra, che rappresenta a Montecitorio fino al 2001.